# 二宮周平
二宮 周平（にのみや しゅうへい、1951年〈昭和26年〉5月27日 - ）は、日本の法学者。専門は民法。学位は法学博士。立命館大学法学部名誉教授。

## 略歴
神奈川県横浜市生まれ、愛媛県松山市育ち。愛媛県立松山東高等学校を経て、大阪大学大学院法学研究科で学ぶ。松山商科大学（現在の松山大学）専任講師、助教授を経て1985年立命館大学法学部に着任する。2009年4月より2012年3月法学部長及び学校法人立命館常任理事、2015年4月から2017年3月まで立命館大学図書館長を歴任し、2017年3月31日付けをもって定年退職した。
2011年12月5日よりジェンダー法学会の第5期理事長に就任した(2014年12月まで)。2021年ジェンダー法政策研究所理事。

## 人物
- 2011年、夫婦別姓訴訟において原告側の主張を支持する立場の意見書を裁判所に提出した[5][6]。
- 2020年、同性婚訴訟（「結婚の自由をすべての人に」訴訟）において原告側の主張を支持する立場の意見書を裁判所に提出した[7]。
- 選択的夫婦別姓制度については、「氏名は個人個人の人格の象徴であって、氏名権は人格権の一部だと考えられる。結婚によって自分の意思にかかわらず一方が変えなければならないということは許されない」「2010年の国勢調査で、一番多い世帯は単独の世帯で32.4％。夫婦と子どもから成る世帯は1970年には46.1％もあったのに27.9％に減った。もちろん三世代同居やひとり親の家庭もある。家族が多様化する中で求められているのは、個人一人ひとりを大切にする社会のシステム」と述べている[8]。
- 婚外子差別問題について、「不倫を助長するという意見があったが、逆だ。婚外子の相続差別は、『俺はおまえ以外の女性と子どもをつくったが、相続分は半分だから心配しなくていい』という言い逃れに使われてきた。」と述べ、差別解消に賛同する[8]。

## 著作

### 単著
- 『事実婚の現代的課題』日本評論社、1990年3月。ISBN 9784535578579。
- 『事実婚を考える もう一つの選択』日本評論社、1991年5月。ISBN 9784535579422。
- 『結婚届 出す理由と、出さない自由』毎日新聞社、1991年9月。ISBN 9784620308135。
- 『家族法改正を考える』日本評論社、1993年9月。ISBN 9784535581289。
- 『戸籍と人権』部落解放研究所〈人権ブックレット 48〉、1995年10月。ISBN 9784759280487。
  - 『戸籍と人権』（新版）部落解放・人権研究所〈ヒューマンライツベーシック〉、2006年2月。ISBN 9784759284010。
- 『家族をめぐる法の常識』講談社〈講談社現代新書〉、1996年4月。ISBN 9784061493001。
- 『変わる「家族法」』かもがわ出版〈かもがわブックレット 91〉、1996年3月。ISBN 9784876992300。
- 『家族法』新世社〈新法学ライブラリ 9〉、1999年4月。ISBN 9784915787959。
  - 『家族法』（第5版）新世社〈新法学ライブラリ 9〉、2019年1月。ISBN 9784883842872。
- 『事実婚』一粒社〈叢書民法総合判例研究〉、2002年2月。ISBN 9784752702993。
- 『事実婚の判例総合解説』信山社〈判例総合解説シリーズ〉、2006年4月。ISBN 9784797256536。
- 『家族と法 個人化と多様化の中で』岩波書店〈岩波新書〉、2007年10月。ISBN 9784004310976。
- 『事例演習家族法』新世社〈事例演習法学ライブラリ 4〉、2013年11月。ISBN 9784883842032。
- 『18歳から考える家族と法』法律文化社〈From 18〉、2018年10月。ISBN 9784589039620。
- 『多様化する家族と法』 1 ―個人の尊重から考える―、朝陽会〈Gleam books〉、2019年6月。ISBN 9784903059587。
- 『多様化する家族と法』 2 ―子どもの育ちを支える、家族を支える―、朝陽会〈Gleam books〉、2020年7月。ISBN 9784903059631。

### 編集
- 『面会交流支援の方法と課題 別居・離婚後の親子へのサポートを目指して』法律文化社、2017年2月。ISBN 9784589038357。
- 『性のあり方の多様性 一人ひとりのセクシュアリティが大切にされる社会を目指して』日本評論社、2017年8月。ISBN 9784535522237。
- 『新注釈民法』 17 親族(1)§§725-791、大村敦志・道垣内弘人・山本敬三編集代表、有斐閣〈有斐閣コンメンタール〉、2017年10月。ISBN 9784641017528。
- 『LGBTQの家族形成支援 生殖補助医療・養子&里親による』信山社、2022年6月。ISBN 9784797268690。

### 編集代表
- 『個人、国家と家族』日本評論社〈現代家族法講座 第1巻〉、2020年6月。ISBN 9784535065239。
- 『婚姻と離婚』日本評論社〈現代家族法講座 第2巻〉、2020年5月。ISBN 9784535065246。
- 『親子』日本評論社〈現代家族法講座 第3巻〉、2021年1月。ISBN 9784535065253。
- 『後見・扶養』日本評論社〈現代家族法講座 第4巻〉、2020年5月。ISBN 9784535065260。
- 『後見・扶養』日本評論社〈現代家族法講座 第5巻〉、2021年1月。ISBN 9784535065277。
- 『実践離婚事案解決マニュアル 当事者ケアと子どもの権利・利益実現に向けた、弁護士のサポートのあり方』日本加除出版、2020年6月。ISBN 9784817846570。

### 編著
- 『離婚事件の合意解決と家事調停の機能 韓国、台湾、日本の比較を通じて』日本加除出版、2018年6月。ISBN 9784817844897。

### 共著
- 二宮周平、榊原富士子『離婚判例ガイド』有斐閣〈Case G〉、1994年9月。ISBN 9784641018525。
  - 二宮周平、榊原富士子『離婚判例ガイド』（第2版）有斐閣〈Case G〉、2005年6月。ISBN 9784641018624。
  - 二宮周平、榊原富士子『離婚判例ガイド』（第3版）有斐閣〈Case G〉、2015年4月。ISBN 9784641137042。
- 二宮周平、榊原富士子『21世紀親子法へ』有斐閣〈有斐閣選書〉、1996年12月。ISBN 9784641182691。
- 太田垣章子、榊原富士子、新川てるえ、二宮周平、本澤巳代子 著、Wink 編『離婚家庭の子どもの気持ち 面接交渉実態調査アンケートとインタビュー』日本加除出版、2008年4月。ISBN 9784817813497。

### 共編
- 乾昭三・二宮周平 編『新民法講義 5 家族法』有斐閣〈有斐閣ブックス〉、1993年11月。ISBN 9784641084339。
- 大河純夫・二宮周平・鹿野菜穂子 編『高齢者の生活と法』立命館大学人文科学研究所〈立命館大学人文科学研究所研究叢書 11〉、1999年3月。ISBN 9784641199408。
- 池内靖子・武田春子・二宮周平・姫岡とし子 編『21世紀のジェンダー論』晃洋書房、1999年11月。ISBN 9784771011199。
  - 池内靖子・二宮周平・姫岡とし子 編『21世紀のジェンダー論』（改訂版）晃洋書房、2004年7月。ISBN 9784771015654。
- 二宮周平・村本邦子 編『法と心理の協働 女性と家族をめぐる紛争解決へ向けて』不磨書房、2006年11月。ISBN 9784797291377。
- 二宮周平・渡辺惺之 編『子どもと離婚 合意解決と履行の支援』信山社、2016年4月。ISBN 9784797293050。

### 共編著
- 二宮周平、潮見佳男『新・判例ハンドブック』 親族・相続、日本評論社、2014年3月。ISBN 9784535008236。
- 二宮周平、渡辺惺之『離婚紛争の合意による解決と子の意思の尊重』日本加除出版、2014年10月。ISBN 9784817841933。
- 二宮周平、風間孝、海妻径子、三成美保ほか 著、二宮周平、風間孝 編『家族の変容と法制度の再構築―ジェンダー／セクシュアリティ／子どもの視点から』法律文化社、2022年4月13日。ISBN 978-4589042002。

### 監修
- 川阪宏子『遺留分制度の研究 共同相続人間の公平性確保の視点から』二宮周平監修、晃洋書房、2016年8月。ISBN 9784771027572。
- 協議離婚問題研究会 編『無断離婚対応マニュアル 外国人支援のための実務と課題』二宮周平・松本康之監修、日本加除出版、2019年9月。ISBN 9784817845863。